# Броды (гмина, Жарский повет)
Броды (пол. Brody) — сельская гмина (волость) в Польше, входит как административная единица в Жарский повет, Любушское воеводство. Население — 3482 человека (на 2004 год).

## Сельские округа
1. Беч
2. Броды
3. Датынь
4. Гродзище
5. Яловице
6. Янишовице
7. Ясеница
8. Езоры-Дольне
9. Коло
10. Кумялтовице
11. Наблото
12. Суходул
13. Вежхно
14. Засеки

## Прочие поселения
1. Брожек
2. Ляски
3. Марянка
4. Прошув
5. Жытни-Млын

## Соседние гмины
1. Гмина Губин
2. Гмина Любско
3. Гмина Тшебель
4. Гмина Туплице